# جنا الفمن
جنیفر مری «جنا» الفمن (به انگلیسی: Jennifer Mary "Jenna" Elfman) زاده ۳۰ سپتامبر ۱۹۷۱ هنرپیشه آمریکایی است که عمده شهرتش به خاطر نقشش در سریال دارما و گرگ در کانال ای‌بی‌سی و عشق لطمه می‌زند است.

## زندگی‌نامه
جنا از طرف پدر، ریشه کرواسی دارد و با مذهب کاتولیک بزرگ شده‌است.
او پیرو ساینتولوژی است.

## گزیده فیلم‌شناسی

### فیلم
- گراس پوینت بلنک (۱۹۹۷)
- دکتر دولیتل (۱۹۹۸)
- قبیله کریپندورف (۱۹۹۸)
- اد تی‌وی (۱۹۹۹)
- حفظ ایمان (۲۰۰۰)
- شهر و کشور (۲۰۰۱)
- لونی تونز (۲۰۰۳)
- عشق لطمه می‌زند (۲۰۰۹)
- دوستی با مزایا (۲۰۱۱)
- بری (۲۰۱۶)

### مجموعه تلویزیونی
- روزان (۱۹۹۵)
- دارما و گرگ (۱۹۹۷–۲۰۰۲)
- برادران و خواهران (۲۰۰۶)
- نام من ارل است (۲۰۰۸)
- بی‌شرم (۲۰۱۲)
- خسارت (۲۰۱۲)
- از مردگان متحرک بترسید (۲۰۱۸ تاکنون)